# ليلي ماريا
ليلي ماريا (بالإنجليزية: Lily Mariye)‏ هي مخرجة وممثلة أمريكية، ولدت في 25 سبتمبر 1956 بلاس فيغاس في الولايات المتحدة.

## أعمال

### أفلام
- (2005)  معسكر الفرقة

## وصلات خارجية
- ليلي ماريا على موقع IMDb (الإنجليزية)
- ليلي ماريا على موقع روتن توميتوز (الإنجليزية)
- ليلي ماريا على موقع ألو سيني (الفرنسية)
- ليلي ماريا على موقع أول موفي (الإنجليزية)
- ليلي ماريا على موقع قاعدة بيانات الأفلام السويدية (السويدية)
- ليلي ماريا على موقع قاعدة بيانات الفيلم (الإنجليزية)
- ليلي ماريا على موقع كينوبويسك (الروسية)